# Countee Cullen
Countee Cullen (20 mei 1903-9 januari 1946) was een invloedrijke Amerikaanse dichter, romanschrijver en toneelschrijver, vooral actief tijdens de Harlem Renaissance, een bloeiperiode van Afro-Amerikaanse kunst en cultuur in de jaren twintig van twintigste eeuw. Cullen groeide op in de New Yorkse wijk Harlem vanaf zijn negende, nadat hij was geadopteerd door zijn veronderstelde grootmoeder Amanda Porter.
Zijn adoptievader was dominee Frederick A. Cullen, een prominente figuur in Harlem en voorvechter van burgerrechten, werd Countee sterk beïnvloed door hem. Na zijn afstuderen aan New York-universiteit in 1925 en Harvard-universiteit met een Master in 1926, publiceerde Cullen zijn baanbrekende poëziebundel Color, die zijn reputatie vestigde.
Cullen's huwelijken met Yolande Du Bois en later Ida Robertson waren ingewikkeld mede door zijn mogelijke homoseksualiteit. Hoewel Cullen een succesvolle start had met poëzie, veranderde zijn werk in de vroege jaren dertig en begon hij te focussen op klassieke romantische onderwerpen, waaronder zijn bekende gedichten Heritage en Yet Do I Marvel.
Cullen werkte als assistent-redacteur voor het tijdschrift Oppurtunity, maar na 1934 richtte hij zich op onderwijs en onderwees Engels, Frans en creatief schrijven. In zijn latere jaren richtte Cullen zich op toneelschrijven en vertaalde hij de Griekse tragedie Medea, terwijl hij ook werkte aan een musical, St. Louis Woman. Countee Cullen stierf op 9 januari 1946 op 42-jarige leeftijd aan hoge bloeddruk en niervergiftiging. Hij ligt begraven op Woodlawn Cemetery in de New Yorkse wijk The Bronx.